# 5th California Infantry
Le 5th Regiment California Volunteer Infantry est un régiment d'infanterie de l'armée de l'Union pendant la guerre de Sécession. Il passe son temps de service dans l'ouest des États-Unis, affecté au département du Pacifique et au département du Nouveau-Mexique.

## Commandants
| Grade (USV) | Nom             | Début           | Fin             |
| ----------- | --------------- | --------------- | --------------- |
| Colonel     | John Kellog     | septembre 1861  | 8 novembre 1861 |
| Colonel     | George W. Bowie | 8 novembre 1861 | décembre 1864   |

## Affectation des compagnies
- Quartier général : à camp Union de septembre 1861 jusqu'à mars 1862 lorsqu'il part pour camp Wright, puis pendant une courte période il est aux Drum Barracks avant de rejoindre la marche de la colonne de Californie à travers le territoire du Nouveau-Mexique jusqu'au Texas. Là il occupe Franklin, au Texas, jusqu'à ce que le régiment soit libéré du service actif en décembre 1864.
- Compagnie A : elle est enrôlée à Yreka par le capitaine Joseph Smith. Elle entre au service des États-Unis au camp Union le 2 octobre 1861. Elle est envoyée dans le sud de l'État en janvier 1862, arrivant au fort Yuma pendant le mois de février. Pendant le mois de mars 1862, elle part pour le Nouveau-Mexique, arrivant à Tucson en juillet, et au fort Fillmore au Nouveau-Mexique en août. Elle stationne à fort Fillmore et à Mesilla, à dix kilomètres (six miles) au-dessus jusqu'en janvier 1863 ; puis elle est à Pinos Altos (en) jusqu'en mars 1863 ; ensuite elle est au fort Stanton au Nouveau-Mexique jusqu'en mai 1864. Elle fait ensuite partie de l'expédition des sources de la rivière Gila et est stationnée au fort Goodwin en Arizona jusqu'à sa libération définitive, qui a lieu à Mesilla, au Nouveau-Mexique, le 30 novembre 1864.
- Compagnie B : la compagnie B entre au service des États-Unis au camp Union le 18 octobre 1981. Elle reste à ce poste jusqu'à la fin du mois de février 1862, lorsqu'elle est envoyée rejoindre la colonne de Californie. Elle est sur le bateau à vapeur « Senator » en route pour San Pedro le 28 février 1862 ; elle est au camp Wright le 31 mars 1862 ; puis elle est aux villages Pimas (en) le 30 avril 1862, a Tucson pendant les mois de mai et juin puis à Cienega de Sauz le 31 juillet 1862. Elle est au fort Fillmore le 31 août 1862 et en route vers le fort Craig d'octobre 1862 jusqu'à septembre 1863. Elle effectue une reconnaissance sur le rio de los Animas et la rivière Gila pendant les mois de septembre, octobre et novembre 1863. Elle est au fort Craig en décembre 1863 et janvier 1864 et à Franklin au Texas de février 1864 jusqu'à 12 décembre 1864, date à laquelle la compagnie est libérée du service actif.
- Compagnie C : la compagnie C est levée à Grass Valley par le capitaine John S. Thayer. Elle entre au service des États-Unis au camp Union le 7 octobre 1861. Il n'y a pas d'archive sur les lieux occupés par cette compagnie de la date d'organisation jusqu'en avril 1863. La compagnie est à Las Cruces au Nouveau-Mexique d'avril 1863 à juin 1863 ; elle est à Franklin au Texas le 30 juin 1863 puis à Las Cruces pendant les mois de juillet, août et septembre 1863. Elle est à La Mesilla d'octobre 1863 à février 1864. Elle est à Las Cruces jusqu'en mai 1864 puis au fort Goodwin jusqu'à ce qu'elle reçoive l'ordre de quitter le service actif, ce qui a lieu à Mesilla le 30 novembre 1864.
- Compagnie D : la compagnie D est organisée à Sacramento, et entre au service des États-Unis au même endroit le 17 septembre 1861. Elle est rapidement envoyée vers le sud et rejoint la « colonne de Californie ». Il n'y a pas d'archive des lieux qu'elle occupe jusqu'au 30 avril 1863, lorsqu'elle est à Mission Camp, sur la rivière Gila, sur le chemin pour Tucson. Elle stationne à Tucson pendant presque tout le temps restant avant le terme des engagements et est libérée du service à Las Cruces, au Nouveau-Mexique, le 27 novembre 1864, les officiers et les membres dont le terme de leur engagement n'a pas expiré étant versés dans la compagnie D, 1st Veteran Infantry.
- Compagnie E : cette compagnie est levée à Sacramento par le capitaine S. P. Ford. La date exacte de l'entrée en service de la compagnie n'a pas pu être trouvée. Le capitaine et un grand nombre des hommes entrent en service le 30 octobre 1861, et c'est probablement à cette date que la compagnie entre en service. La compagnie stationne au camp Union, près de Sacramento jusqu'en janvier 1862. Elle est au camp Latham, près de Los Angeles, jusqu'en mars 1862 ; elle est au camp Wright dans le comté de San Diego le 31 mars 1862 et au fort Yuma le 30 avril 1862 ; elle est à Grassy Camp en Arizona le 31 mai 1862 puis au fort Barrett (villages Pimas) le 30 juin 1862 et Tucson de juillet à décembre 1862. Elle est à la rivière San Pedro le 31 décembre 1862 et au fort Bowie en Arizona en janvier 1863 où elle reste jusqu'en mai 1863. Elle est à Franklin au Texas jusqu'en août 1863 et à Rio Miembres au Nouveau-Mexique le 31 août 1863. Elle est à Las Cruces le 30 septembre 1863 jusqu'en mai 1864. Elle participe ensuite à l'expédition de la rivière Gila et est au fort Goodwin jusqu'en novembre 1864 lorsqu'elle revient à Mesilla où elle est libérée du service le 30 novembre 1864.
- Compagnie F : cette compagnie est levée à Quincy dans le comté de Plumas par le capitaine James H. Whitlock, et entre au service des États-Unis au camp Union le 23 octobre 1861. La compagnie stationne au camp Union jusqu'en janvier 1862, puis au Camp Kellogg (en) jusqu'en mars ; elle est au camp Wright pendant les mois d'avril et mai et au fort Yuma le 30 juin 1862 ; elle est à Maricopa Wells (en) en juillet et août; elle est en chemin vers Tucson le 30 septembre 1862 et reste à Tucson jusqu'en avril 1863. Elle est à Las Cruces au Nouveau-Mexique le 31 mai et le 30 juin 1863. Elle est sur le terrain près de Cooks Canon au Nouveau-Mexique (en) le 31 juillet 1863. Elle est dans un camp sur le Rio Miembres au Nouveau-Mexique le 31 août 1863 et au fort West au Nouveau-Mexique de septembre 1863 à janvier 1864 ; puis elle est sur le Rio Miembres jusqu'en septembre 1864 et au fort Cummings au Nouveau-Mexique pendant les mois de septembre, octobre et novembre 1864. Elle quitte le service actif à Las Cruces le 30 novembre 1864.
- Compagnie G : cette compagnie est levée par le capitaine Hugh L. Hinds à Placerville. Elle entre au service des États-Unis au camp Union le 30 octobre 1861 où elle stationne jusqu'en février 1862. Elle est en chemin pour le camp Latham le 28 février 1862 et au camp Wright le 31 mars 1862. Elle est à Tucson d'avril à août 1862 et au fort Bowie en Arizona d'août 1862 à janvier 1863. Elle est en route pour le fort Craig au Nouveau-Mexique le 31 janvier 1863 et reste au fort Craig de janvier à juin 1863. Ensuite, elle est à Franklin au Texas jusqu'en juillet 1864 et à Las Cruces de juillet 1864 jusqu'à sa date de libération du service le 27 novembre 1864.
- Compagnie H : elle est levée par le capitaine Sylvester Soper à Placerville et entre en service au camp Union. La date exacte d'entrée en service n'a pas pu être retrouvée, mais c'est probablement le 14 novembre 1861 comme la plupart des hommes entrent en service ce jour-là. La compagnie est à San Diego le 28 février et le 31 mars 1862 et au camp Wright le 30 avril 1862. Elle est au fort Yuma de mai 1862 jusqu'à janvier 1863 puis en chemin vers Tucson le 31 janvier 1863. Elle reste à Tucson jusqu'en mai 1863 et à Cooke's Springs, au Nouveau-Mexique le 31 mai 1863. Elle est à Franklin au Texas le 30 juin 1863 et à Las Cruces de juillet 1863 à février 1864 puis à Franklin de février 1864 jusqu'à la date de la libération du service le 12 décembre 1864.
- Compagnie I : elle est organisée à Benicia par le capitaine Joseph Tuttle. Elle entre en service au camp Union le 11 novembre 1861 où elle reste jusqu'en janvier 1862. Elle est aux Drum Barracks le 31 janvier 1862 et au camp Kellogg le 28 février et le 31 mars 1862. Elle est au camp Wright le 30 avril 1862 et au fort Yuma de mai à octobre 1862. Elle est aux Drum Barracks le 31 octobre 1862 où la compagnie reste jusqu'en février 1863. Elle est à Gifthaler Ranch le 28 février 1863 et au fort Yuma le 31 mars 1863. Elle est à Tucson d'avril 1863 à mars 1864. Elle est au camp Miembres au Nouveau-Mexique le 31 mars 1864 et au fort Cummings au Nouveau-Mexique d'avril à novembre 1864. Elle participe à une escarmouche dans le canyon Doubtful le 3 mai 1864. Elle est libérée du service à Mesilla le 30 novembre 1864.
- Compagnie K : elle est organisée à Santa Cruz par le capitaine Thomas T. Tidball et entre en service au camp Union le 22 novembre 1861. Il n'y a pas d'archive des lieux occupés par la compagnie jusqu'au 31 mars 1863, date à laquelle elle est à Casa Blanca en Arizona. Elle est à Tucson le 30 avril 1863 et participe à l'expédition de Tidball contre les indiens Apaches du 2 au 11 mai 1863, à l'escarmouche au Canyon d'Aravaipa le 7 mai 1863 ; ensuite elle est au fort Bowie dans le territoire de l'Arizona de mai 1863 à septembre 1864 ; elle est à Las Cruces au Nouveau-Mexique jusqu'au 27 novembre 1864, date de la libération du service.